# Christian Abbiati
Christian Abbiati (Abbiategrasso, 8 de julho de 1977), é um ex-futebolista italiano que atuava como goleiro. Abbiati fez muita história com a camisa do AC Milan. Abbiati atuou pela Seleção Italiana nas Olimpíadas de 2000 em Sydney e na Copa do Mundo 2002.

## Carreira

### Milan
Sua estréia na Serie A veio em 17 de janeiro de 1999 como um substituto 92 minutos para Sebastiano Rossi. Ele então se tornou o goleiro do Milan primeira escolha, por quatro anos, até que perdeu seu ponto de partida para backup de Dida no início da temporada 2002-2003 depois de pegar uma lesão durante uma Liga dos Campeões qualificação partida em agosto de 2002. Melhor forma de Dida efetivamente aterrado tempo jogando Abbiati a um impasse.
Em 25 de agosto de 2004, uma controvérsia breve à tona quando um editorial criticando Dida e treinador do Milan, Carlo Ancelotti apareceu no site oficial Abbiati, afirmando que Dida cometeu erros em um amistoso contra a Sampdoria e que Ancelotti foi o bloqueio de um movimento que teria enviado Abbiati para Palermo.Abbiati negou que ele tivesse escrito a peça e disse que tinha sido enviado por seu webmaster.
| “ | Eu nunca falo para a pessoa que cuida do meu site. eu nunca julgaria um dos meus companheiros | ” |

Embora seu webmaster reivindicou a responsabilidade pelo artigo, no entanto surgiu a especulação de que tinha sido realmente escrito por Abbiati, devido à sua frustração com o aquecimento do banco.
Abbiati literalmente jogado de trinta segundos na campanha do Milan da Liga dos Campeões 2004-05, quando ele entrou como substituto no minuto 74 depois de Dida foi atingido por um surto jogado para fora da multidão durante a etapa de quartas segundo contra Internazionale , que foi finalmente suspenso menos de um minuto depois. Sua última partida em um uniforme de Milão veio em 20 de maio de 2005, em um empate 3-3 em casa com Palermo, uma partida que viu os titulares descansados para a Champions League Final próximos, que Milan perdeu para o Liverpool após arremessando longe meia 3-0 lead time.

### Empréstimo para times Italianos
Abbiati anunciou seu desejo de ir para outro clube para disputar o 1º lugar e por isso foi emprestado ao Genoa para a temporada 2005-06, em julho de 2005, mas ele imediatamente retornou a Milão após Genoa foram relegados a Serie C1, devido a uma viciação de escândalo.

### Juventus e Torino
Ele foi logo em movimento de novo, como ele foi enviado a Juventus como um substituto temporário para titular Gianluigi Buffon, que tinha sofrido um ombro deslocado durante o Trofeo Luigi Berlusconi partida contra o Milan em agosto de 2005. Com muito aguardada tempo regulamentar de jogo à sua disposição, ele floresceu com a Juventus, mas quando Buffon voltou ao time titular, seis meses depois, os serviços de Abbiati eram mais necessários, e ele deixou no final da temporada para outra Turim pelotão quando Milan emprestou-lhe para Torino FC, em julho de 2006.

### Atlético Madrid

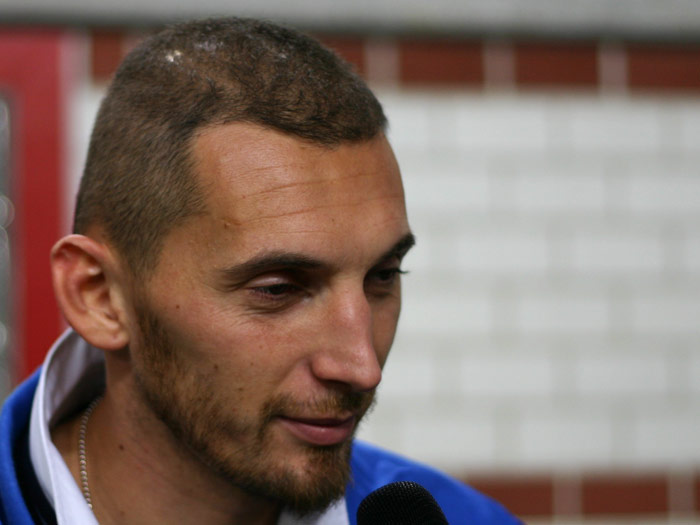
Christian Abbiati em 2005

Apesar de expressar seu desejo de permanecer por mais uma temporada, ele e Torino finalmente se separaram devido a uma disputa salarial. Ele foi novamente emprestado pelo Milan, pela terceira vez em três temporadas, desta vez para o clube espanhol Atlético de Madrid até Junho de 2008.Ele começou a temporada no banco até que uma lesão Compete Leo Franco colocá-lo na equipe titular. Em 29 de dezembro, ele manifestou interesse em permanecer com o Atlético para além da época '07-08.
| “ | Minha adaptação tem corrido melhor do que eu esperava. Estou feliz neste clube, porque eles me ajudaram muito. Eu gosto de jogar em Espanha e eu acho que vou aprender muito durante o tempo que me resta aqui | ” |

### Volta ao Milan
Abbiati voltou para a Itália depois de ter sido chamado de volta pelo Milan para a temporada 2008-09 e assumiu a primeira escolha de Željko Kalac depois de uma pré-temporada sólida. No entanto, em 15 de março de 2009, sua temporada foi encurtada na sequência de uma grave lesão no joelho no primeiro semestre de 5-1 do Milan liga vitória sobre o AC Siena, depois de ter sofrido uma lesão nos ligamentos no joelho direito de uma colisão com colega Giuseppe Favalli. Ele foi excluído de ação por seis meses após a reabilitação da cirurgia e do joelho.Em 28 aparições, ele manteve onze golos e sofreu 27 gols. Em 8 de novembro, cerca de oito meses após a lesão, Abbiati foi chamado como opção terço de Milan atrás de Dida e nova aquisição Flavio Roma por 2-1 do Milan, vitória em casa sobre SS Lazio.
Em 2010-11, Abbiati voltou como o goleiro de partida para Milão após Dida sair do clube. Ele acrescentou mais dois anos no seu contrato em julho.Ele fez alguns cruciais salva na primeira metade da temporada e foi seu desempenho que ajudou Milan segurar o primeiro lugar em janeiro de 2011. Em 7 de Maio de 2011, após uma série de boas atuações em partidas cruciais na segunda metade da temporada, o Milan conquistou seu primeiro troféu Serie A em 7 anos.

## Carreira Internacional
Abbiati recebeu sua primeira convocação para a Itália como o terceiro goleiro para a Euro 2000, e fez parte do elenco que participou no Jogos Olímpicos de 2000. No entanto, ele não ganhar a sua primeira até que uma vitória 2-1 sobre a Suíça em 30 de abril de 2003. Abbiati foi deixada de fora da Copa do Mundo 2006 roster, mas ele foi convocado para a equipe nacional em setembro de 2006. Em março de 2009, três dias antes de sua lesão no joelho do estação-ending, ele disse que iria recusar um futuro chamar-se para a Itália em um papel não de partida.

## Vida Pessoal
Em setembro de 2008, Abbiati declarou que ele era um fascista.
| “ | Eu não tenho vergonha de proclamar as minhas convicções políticas. Eu partes [a] os ideais do fascismo, como a pátria e os valores da religião Católica. | ” |

Abbiati é casado com a italiana Stefania Abbiati.Tem uma filha chamada Giulia Abbiati nascida em 30 de janeiro de 2000.

## Títulos
Milan
- Serie A: 1998-99, 2003-04, 2010-11
- Liga dos Campeões da UEFA: 2002-03
- Coppa Italia: 2003
- Supercopa Europeia: 2003
- Supercoppa Italiana: 2004, 2011
- Trofeo Luigi Berlusconi: 2002, 2009, 2011

Torino
- Campeão Italiano Berretti: 2006-07

Seleção Italiana
- Eurocopa Sub-21: 2000

### Prêmios Individuais
- Cavaliere Ordine al Merito della Repubblica Italiana: 2000